# Grbe (Danilovgrad)
Grbe es una localidad de Montenegro perteneciente al municipio de Danilovgrad en el centro del país.
En 2011 tenía una población de 1730 habitantes, de los cuales 978 eran étnicamente montenegrinos y 462 serbios.
Se ubica en la orilla meridional del río Zeta, a medio camino entre la capital municipal Danilovgrad y la capital nacional Podgorica.
Era una localidad rural hasta la primera década del siglo XXI, cuando duplicó su población al integrarse en el área metropolitana de Podgorica.

## Demografía
La localidad ha tenido la siguiente evolución demográfica:
| Gráfica de evolución demográfica de Grbe entre 1948 y 2003 |
|                                                            |